# Оперативно-поисковое управление МВД России
Оперативно-поисковое управление (бюро) МВД России — структурное подразделение центрального аппарата Министерства внутренних дел Российской Федерации.
День образования оперативно-поисковых подразделений в системе МВД России — 25 августа 1902 года.
Осуществляет функции в рамках оперативно-розыскной деятельности по скрытому, негласному либо зашифрованному визуальному наблюдению за лицом, представляющим оперативный интерес, с целью получения о нём и его образе жизни максимально полной информации. Считается органом полицейской разведки России и одним из самых секретных подразделений МВД России, которое специализируется на скрытом наружном наблюдении. У сотрудников большой выбор специальных средств, а также документов прикрытия.

## История
В России негласное наблюдение было официально закреплено нормативно-правовыми актами во второй половине XIX века. Ранее эта функция была возложена в целом на полицию. С созданием уголовно-сыскных и охранных отделений полиции возникла необходимость выделения определённых лиц для этих целей, так как штатных агентов любой бродяга знал в лицо. Так возник институт филёров, который стал первым органом для полицейской разведки в России.
В СССР службу наружного наблюдения курировало 7-е управление МВД СССР.
В 1991 году в России было создано Оперативно-поисковое управление МВД России, курирующее подразделения наружного наблюдения региональных органов внутренних дел.

## Руководство
29 февраля 2024 года Указом Президента РФ на должность начальника Оперативно-поискового бюро МВД России назначен генерал-майор полиции Дедов Александр Владимирович.